# Aemilia ambigua
Aemilia ambigua är en fjärilsart som beskrevs av John Kern Strecker 1878. Aemilia ambigua ingår i släktet Aemilia och familjen björnspinnare. Inga underarter finns listade i Catalogue of Life.

## Bildgalleri

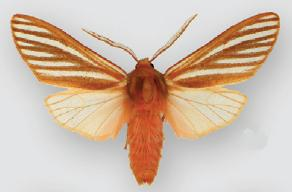
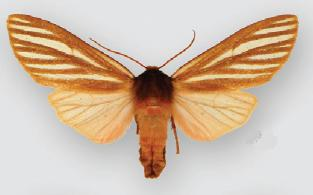